# Eddie Fowlkes
Eddie Fowlkes (né le 24 décembre 1962) est un musicien et disc jockey américain de techno et house. Il a influencé les débuts de la scène techno de Détroit.

## Biographie
Eddie Fowlkes est né le 24 décembre 1962 à Détroit, dans le Michigan,. Après avoir assisté à une soirée Charivari en 1978 avec ses sœurs aînées, où il voit le DJ Darryl Shannon mixer des disques, Fowlkes demande une table de mixage pour Noël et fait ses débuts de DJ à la fin des années 1970. Il fait partie du collectif de DJ Deep Space de Juan Atkins, qui comprend Art Payne, Keith Martin et Derrick May, qui est également le colocataire de Fowlkes,,. Dans les années 1980, Fowlkes se produit avec trois platines, une table de mixage, une pédale wah-wah et les boîtes à rythmes TR-808 et 909.
Kevin Saunderson déclare que le fait d'avoir vu Fowlkes DJ lors d'une fête de fraternité l'a incité à s'impliquer dans le Deep Space Crew et à devenir un meilleur DJ. Après avoir entendu une performance du Cybotron, Fowlkes ne s'intéresse plus seulement au DJing mais à la création de ses propres disques. Empruntant des morceaux à Atkins, il forme son oreille et apprend à jouer du clavier en quelques mois. Alors que Fowlkes et May sont colocataires, Fowlkes construit son studio dans sa chambre et commence à travailler sur son premier disque. Son premier disque sous son propre nom sort en 1986. Cette sortie sur Metroplex, Goodbye Kiss, contribue à établir ce qui allait être connu sous le nom de techno de Détroit.
Avec la sortie en 1991 de Detroit Techno Soul de M.I.D. (Made In Detroit), Fowlkes introduit le concept de techno soul parce que « Detroit ... est à la fois une ville de house heads et de techno heads », suivi par la sortie en 1993 de The Birth of Technosoul de Tresor, avec 3MB (Moritz von Oswald et Thomas Fehlmann).
Fowlkes commence à sortir des disques sur son propre label, City Boy Records, en 1993. Fowlkes possède également le label Detroit Wax sur City Boy. Les empreintes de main d'Eddie Fowlkes sont gravées sur la Legends Plaza du Detroit Historical Museum en tant que pionnier de la techno.

## Discographie notable
- EP (12") (City Boy)
- Night Creepin' (12") (Simply Soul)
- 1986 : Goodbye Kiss (Metroplex)
- 1986 : Get It Live / In the Mix (Metroplex)
- 1987 : Goodbye Kiss (Macola Record Co.)
- 1989 : Standing in the Rain (Spinnin' Records)
- 1991 : Detroit Techno Soul (12") (M.I.D. Records) (Made In Detroit)
- 2000 : Angel In My Pocket (2x vinyles) (Undaground Therapy Muzik)
- 2002 : My Soul (Archiv #05) (Tresor)